# Luis Manuel Cosculluela Montaner
Luis Cosculluela Montaner (Barbastre, 23 de setembre de 1939), és un jurista i polític espanyol.

## Biografia
Llicenciat en Dret per la Universitat de Barcelona (amb Premi Extraordinari) i Doctor per la Universitat de Bolonya (amb el Premi Vittorio Emanuele II). Ha estat professor adjunt de Teoria de l'Estat i professor agregat de Dret Administratiu a la Universitat de Barcelona, i catedràtic de Dret Administratiu per les universitats de Còrdova, Valladolid i Complutense de Madrid i doctor honoris causa per la Universitat de Còrdova.
Va ocupar durant els anys de la Transició espanyola, els càrrecs de delegat de Serveis d'Urbanisme a l'Ajuntament de Barcelona, secretari general tècnic del Ministeri de Regions, subsecretari del Ministeri de Cultura, director de l'Institut d'Estudis d'Administració Local, i Ministre d'Administració Territorial el 1982, amb el govern de la UCD de la primera legislatura democràtica.
És autor de diversos llibres i articles de revista especialitzades en Dret Administratiu, particularment en matèria d'urbanisme, autonomies, règim local i contractes administratius.